# Інгрід Бакстрьом
Інгрід Бакстром (англ. Ingrid Backstrom) — американська професійна лижниця, проживає у Сіетлі, штат Вашингтон. Народилася 21 серпня 1978. 2000 закінчила коледж Вітмена, де здобула ступінь бакалавра геології.
Бакстрьом засвітилася у ньюскулі після виступів у зйомках кліпів для Mathstick Productions. Згодом вона продовжила зніматися у фільмах з лижної тематики, зокрема «Вплив» Воллера Міллера (2004), «Steep» Обенхауса.